# Anyphaenoides coddingtoni
Anyphaenoides coddingtoni är en spindelart som beskrevs av Antonio D. Brescovit 1998. Anyphaenoides coddingtoni ingår i släktet Anyphaenoides och familjen spökspindlar. Inga underarter finns listade i Catalogue of Life.